# Martinet menut de la Xina
El martinet menut de la Xina o martinet menut xinès (Botaurus sinensis; syn:Ixobrychus sinensis) és una espècie d'ocell de la família dels ardèids (Ardeidae) que habita pantans, aiguamolls, canyars, camps humits i bosquets de bambú a les terres baixes de la zona indomalaia, des del nord Pakistan, l'Índia, el Nepal i Sri Lanka, Xina, Hainan, sud-est de Sibèria fins al sud de Sakhalín, illes Kurils meridionals, Japó, República de Palau, i les illes Bonin, Marianes i Carolines, Sud-est asiàtic, Indonèsia, Filipines i les illes Andaman, Nicobar i Maldives, Nova Guinea, Ninigo i Nova Bretanya, Bougainville i Seychelles.

## Taxonomia
El martinet menut de la Xina anteriorment estava classificat en el gènere Ixobrychus. Però un estudi filogenètic molecular de la família dels ardèids publicat el 2023 va trobar que Ixobrychus era parafilètic i per crear gèneres monofilètics, Ixobrychus es va fusionar amb el gènere Botaurus que havia estat introduït el 1819 pel naturalista anglès James Francis Stephens.